# Schildwall

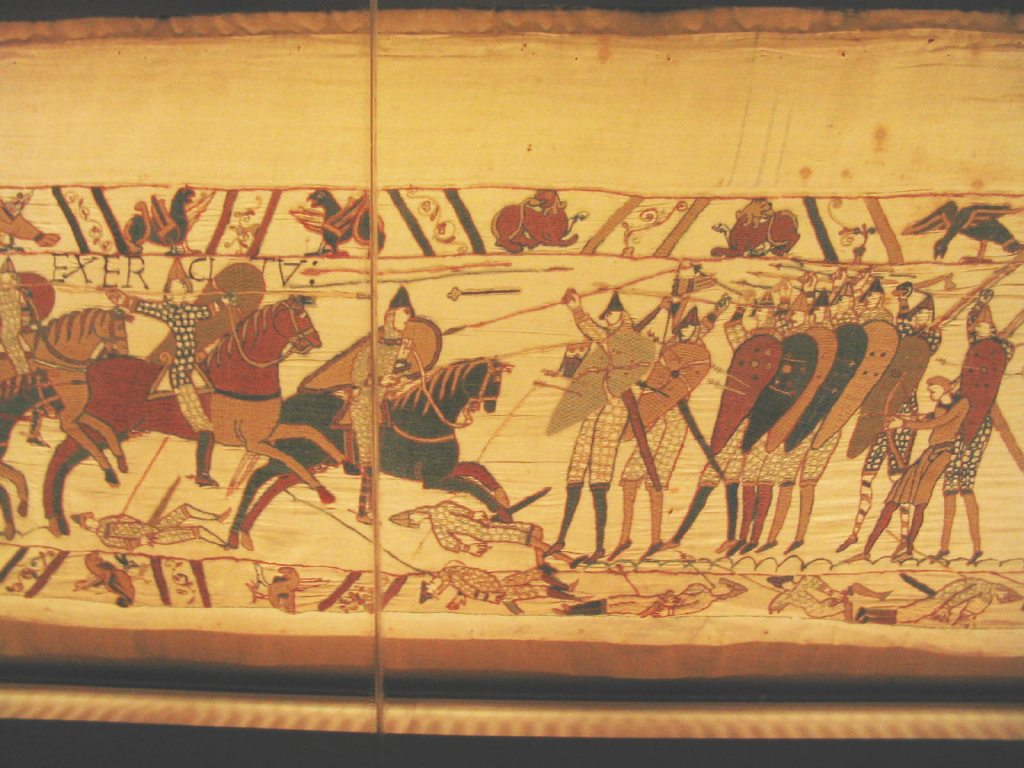
Angelsächsischer Schildwall zur Abwehr der normannischen Reiterei in der Schlacht bei Hastings (Darstellung auf dem Teppich von Bayeux)

Der Schildwall oder auch Schildburg ist eine Gefechtsformation. Die Schildburg ist eine kompaktere Version des Schildwalls.

## Geschichte

### Antike
Zu den antiken Erscheinungsformen des Schildwalls gehören die Phalanx und die Testudo. Die Phalanx wurde im östlichen Mittelmeerraum beispielsweise von den Griechen praktiziert. Bedeutende Erfolge erzielte eine abgewandelte Version der Phalanx mit längeren Speeren, sogenannten Sarissen, unter Alexander dem Großen sowie dessen Vater Philipp II. Im Römischen Reich nutzten Legionäre die Schildkrötenformation (Testudo), um sich gegen Reiterangriffe und Bogenschützen zur Wehr zu setzen. Zudem kombinierten römischen Legionäre die Formation mit dem gezielten Wurf von Pila in die Masse angreifender Gegner.

### Frühmittelalter
Der Begriff „Schildwall“ wird für lose Formationen aus dem germanischen und keltischen Raum benutzt, welche als eine reine Verteidigungsformation ad hoc im Angriffsfalle gebildet wurde. Diese Formationen lassen sich nicht mit den Manövern der Heere der Mittelmeerstaaten vergleichen: diese beruhten auf einer intensiveren taktischen Schulung, was ermöglichte, dass die Phalanx nicht nur als Formation im Verteidigungsfalle, sondern quasi als Grundaufstellung der Heere, und damit auch zum Angriff, eingesetzt werden konnte.
Bei der ersten Schildwall-Variante kniete die erste Soldatenreihe, während die zweite Reihe von Soldaten dahinter stand, so dass die sich überlappenden Schilde eine geschlossene Mauer bildeten. Der Schildwall wurde vor allem von den Wikingern (Skjaldborg), aber auch von den Angelsachsen beispielsweise in der Schlacht bei Hastings eingesetzt. Der römische Staatsmann, Feldherr und Autor Gaius Iulius Caesar erwähnte, dass die Gallier in der Antike ebenfalls von einem Schildwall Gebrauch machten.
Eine zweite, vor allem von dem Volk der Angeln praktizierte Schildwall-Variante funktionierte folgendermaßen: Während die erste Reihe stand und ihre breiten Schilde zu einer dichten Mauer verband, kniete hinter ihnen eine zweite Reihe Krieger. Diese wiederum waren mit langen Spießen oder Speeren ausgestattet und konnten, sobald der Schildwall angegriffen wurde, auf die Beine der Gegner einstechen.
Als dritte Schildwall-Variante überdeckte die rechte Seite jedes Schildes die linke Schildseite des rechten Nachbarn in der Vorderreihe. Somit traf der Gegner, meist Rechtshänder, auf eine verdoppelte Schilderschicht. Die Männer in der zweiten Reihe trugen (Wurf-)Speere, die sie beim Aufeinandertreffen zweier Schildwälle in die gegnerischen Reihen stießen, wodurch Lücken im anderen Wall entstanden. Sobald ein Schildwall auseinanderbrach, wurden die Gegner rücksichtslos verfolgt und mit Wurfspeeren angegriffen. Diese Variante des Schildwalles wurde meist von den Sachsen, Bretonen und Normannen im fünften bis elften Jahrhunderts verwendet. Sie ist auf dem Teppich von Bayeux bei der Schlacht bei Hastings aufseiten der Angelsachsen dargestellt.
Die eigentliche Schlachtreihe des Schildwalls wurde, wenn möglich, von hinten durch Wurfspeere und Bogen unterstützt. Diese Kombination mit Fernkampfwaffen diente mangels Zahl und Qualität eher zur Ablenkung des Gegners und weniger zum tatsächlichen Kampfeinsatz.
Eine schwächere, aber auch flexiblere Variante wandten die Sachsen im Frühmittelalter an: Im Falle eines Angriffs bildeten die Krieger mit ihren Schilden einen Kreis und nahmen ihre Oberhäupter oder eventuell vorhandene Fernkämpfer in die Mitte. Ein großer Vorteil dieser Formation war, dass man den Kriegern nicht in den Rücken fallen konnte, da sie in jede Richtung geschützt waren. Da die Schilde nicht miteinander verbunden waren, bot die Formation zwar nicht viel Schutz gegen Angriffe, konnte aber bei Bedarf schnell aufgelöst werden, so dass die Krieger schnell zum Gegenangriff übergehen konnten. Der Schutz gegen berittene Einheiten war nicht besonders gut, und falls Soldaten des Gegners in den Schildwall eindringen konnten, war eine Niederlage sehr wahrscheinlich. Deshalb wurde diese Taktik nicht lange verwendet.

## Polizei
Heute wird die Verteidigungsformation des Schildwalls von Polizisten in Straßenkämpfen angewendet, wenn sie bei Einsätzen mit Gegenständen beworfen werden.